# Велосипедні педалі

Педаль велосипеда

Велосипедні педалі — це частина велосипеда, призначена для передачі зусилля від ноги велосипедиста до шатуна, з наступним обертанням вала каретки, яке через трансмісію передається на заднє колесо і приводить велосипед у рух. Педаль складається з осі, яка вкручується у шатун, і корпусу, на який спирається нога. Корпус обертається на осі за допомогою підшипників. Вісь правої педалі має звичайну праву різьбу, а лівої - ліву (відкручується за годинниковою стрілкою). Вважається, що завдяки цьому, педалі не викручуються під час їзди.

## Види педалей

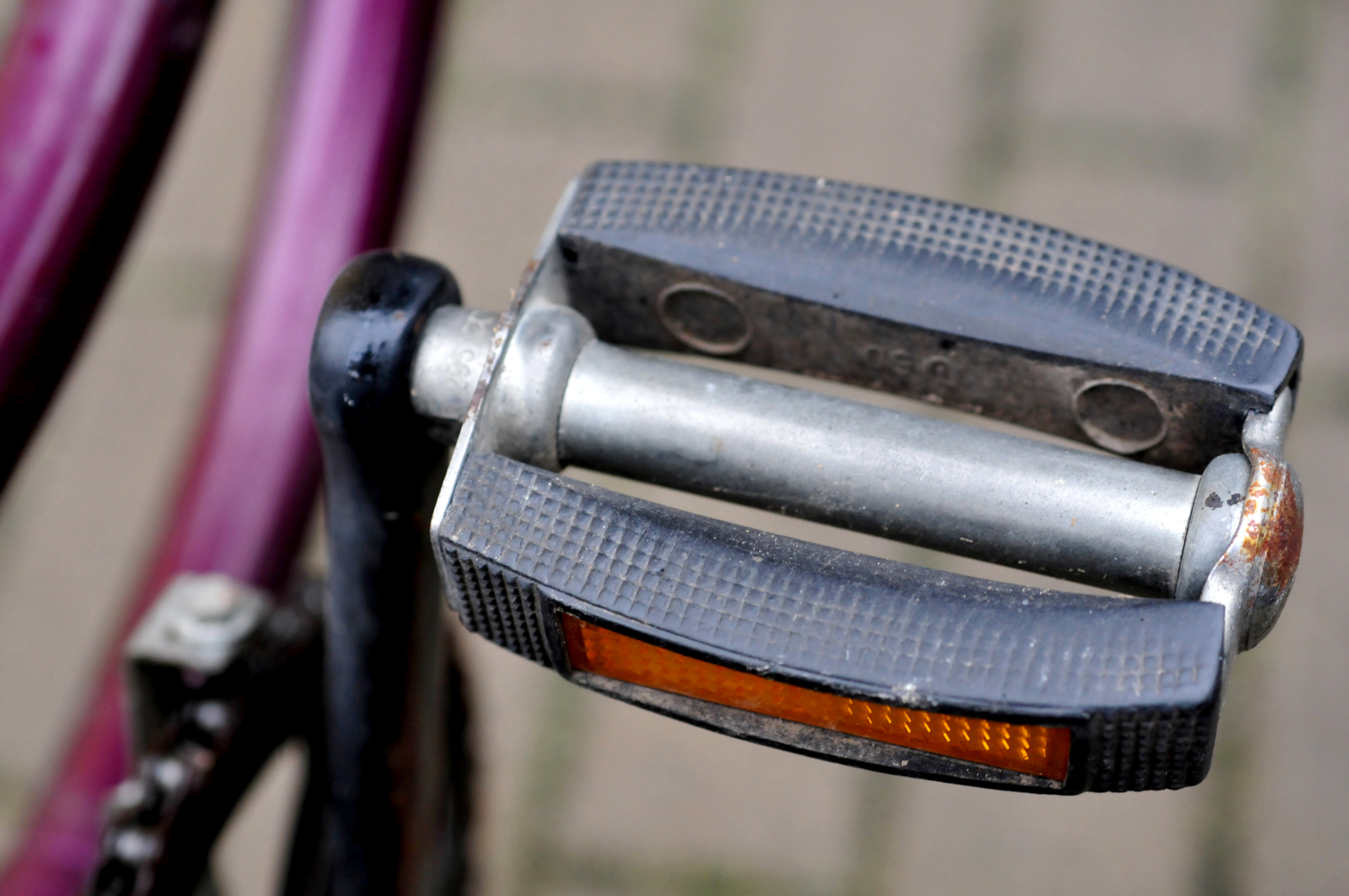
Звичайні платформні педалі

Залежно від конструкції, педалі  поділяються на 3 категорії:
Платформні - призначені для використання з будь - яким взуттям, у тому числі цивільним.
Контактні - пристосовані для використання з веловзуттям.
Комбіновані - мають платформу з одного боку і контактний механізм - з іншого, дозволяють використовувати обидва види взуття.
За сферою застосування педалі також діляться на декілька категорій:
Прогулянкові - використовуються для міської їзди, мають пластиковий корпус, іноді з гумовими накладками. Для бездоріжжя занадто слизькі і неміцні.
Загального призначення - включають в себе металеві платформні і комбіновані педалі.
Для крос-кантрі - легкі контактні педалі без платформи.
Для екстремальних дисциплін - платформні педалі з потужними шипами, а також контактні педалі з допоміжною платформою [1].
Для шосе - контактні педалі зі стандартом, несумісним з гірськими. Призначені для максимально жорсткого закріплення ноги.

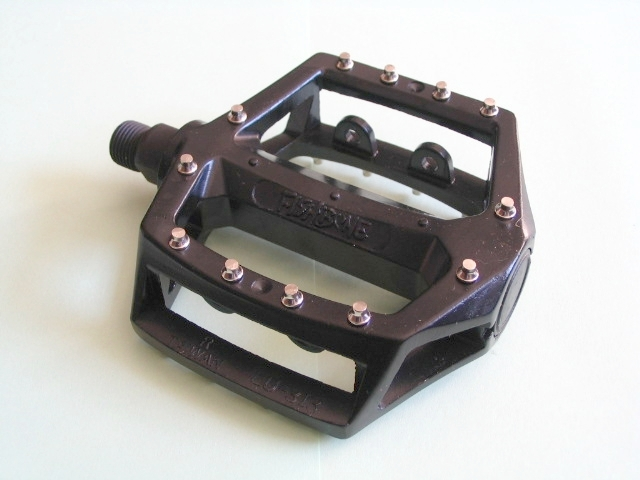
Топталки з шипами
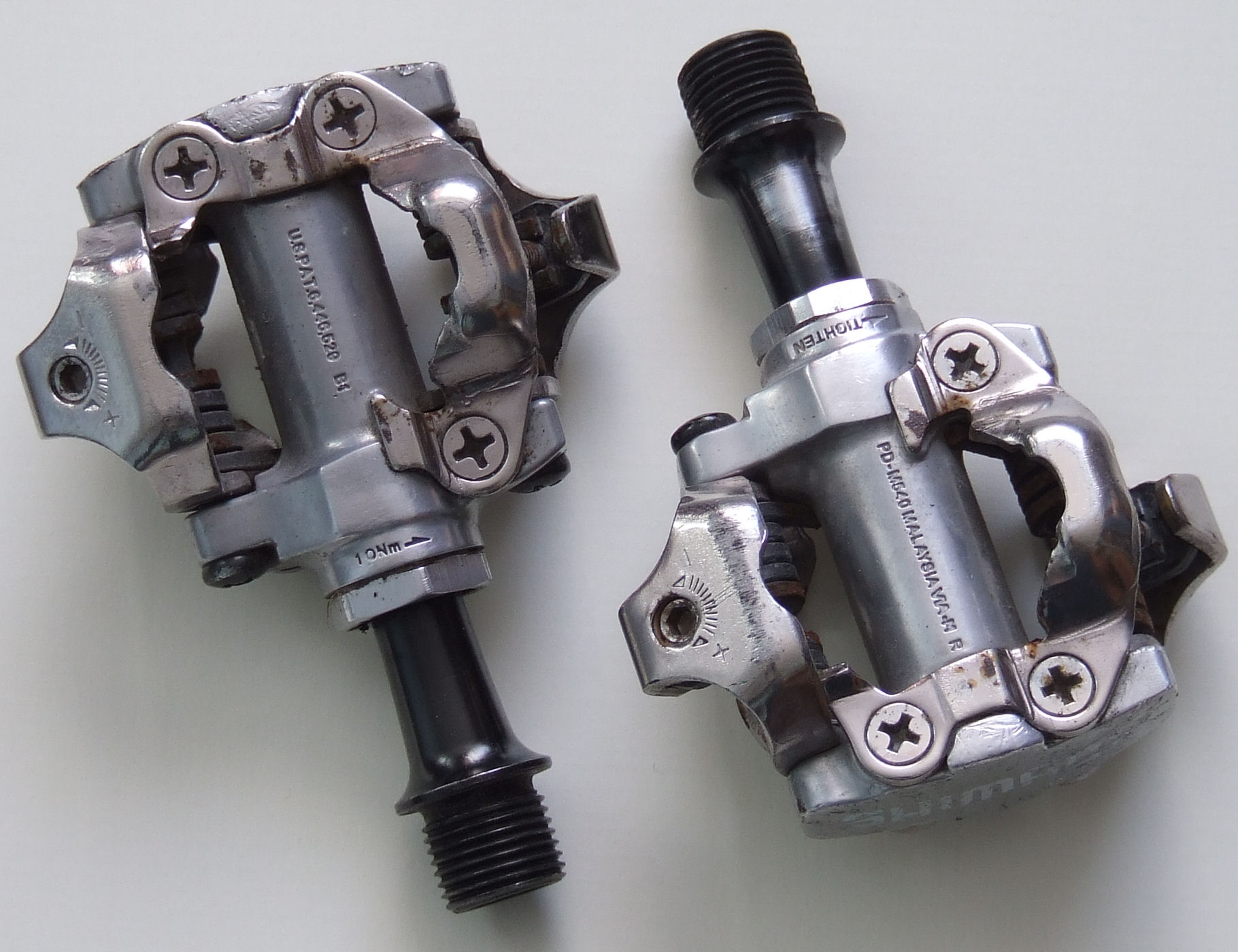
Контактні педалі
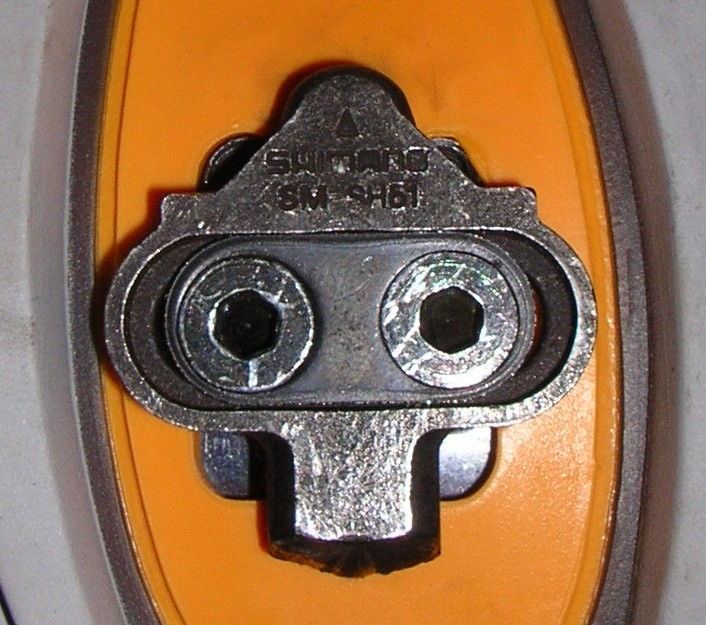
Шип на підошві для контактної педалі
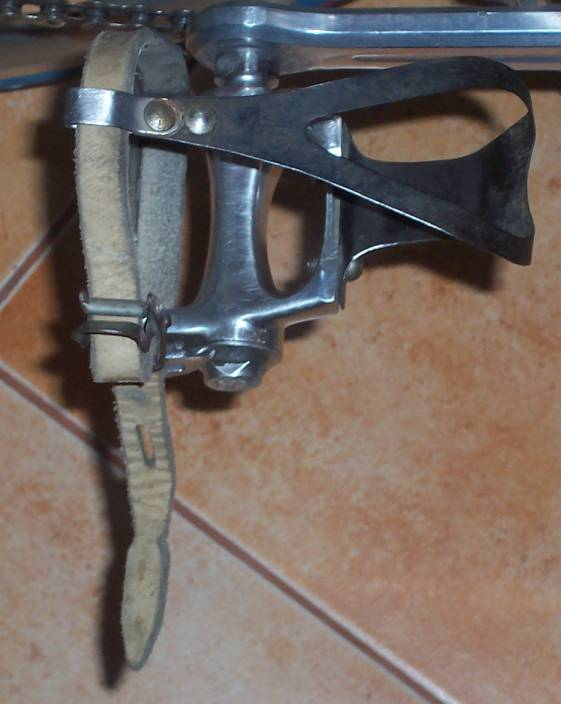
Тукліпси

### Платформні педалі
Платформні педалі ("топталки") є звичайною віссю, на яку через підшипник кріпиться платформа з тими чи іншими зачепами для підошви черевика. Головна перевага таких педалей - невимогливість до взуття велосипедиста та, відповідно, низька вартість і гарний вибір для тих, хто їздить на міському велосипеді в цивільному одязі. Крім того, такі педалі звичні для більшості новачків, на них не потрібно вчитися їздити. Однак платформні педалі не дозволяють байкеру їхати максимально швидко, часто погано тримають ногу (та й взагалі, не розраховані на серйозні навантаження), а екстремальні педалі своїми шипами можуть завдати травми, якщо не користуватися захистом ніг.

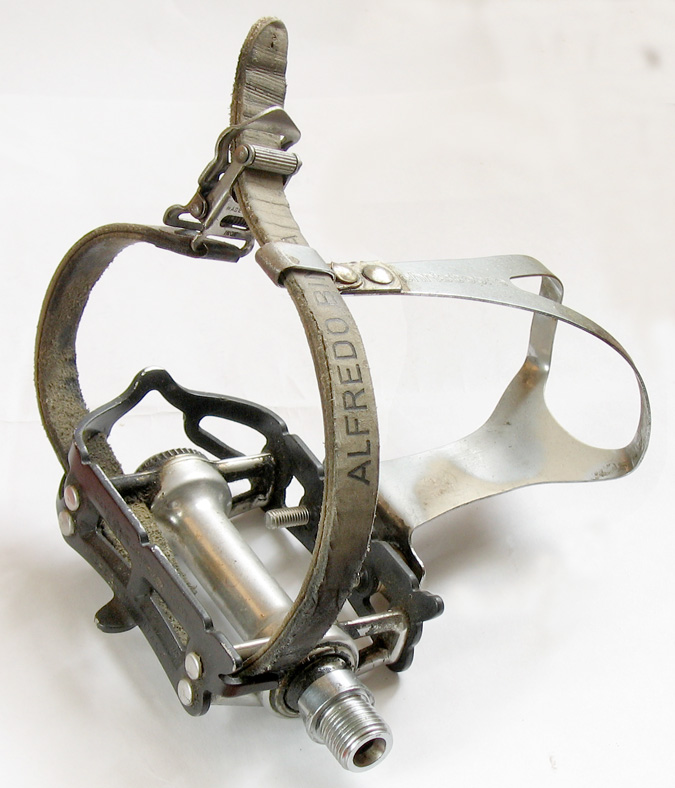
Тукліпси 1970их.

Тукліпси (від англ toe clips) - металеві або пластикові захвати для взуття, що кріпляться до звичайних педалей. Служать для напівжорсткого кріплення ноги,  та забезпечують кращу передачу зусиль і трохи кращий контроль над велосипедом. У спорті використовувалися разом з ремінцями, які жорстко притягували ногу до педалі, проте за звичайної їзди, ремінці є незручними. Натепер, практично повністю витіснені контактними педалями та використовуються переважно у трекових гонках та їх різновидах [2].

### Контактні педалі

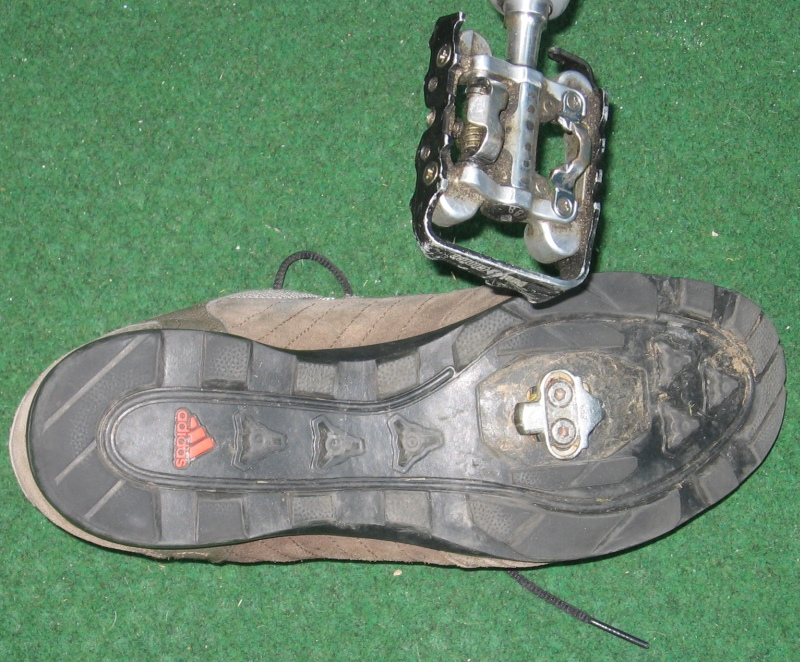
Контактна педаль із веловзуттям

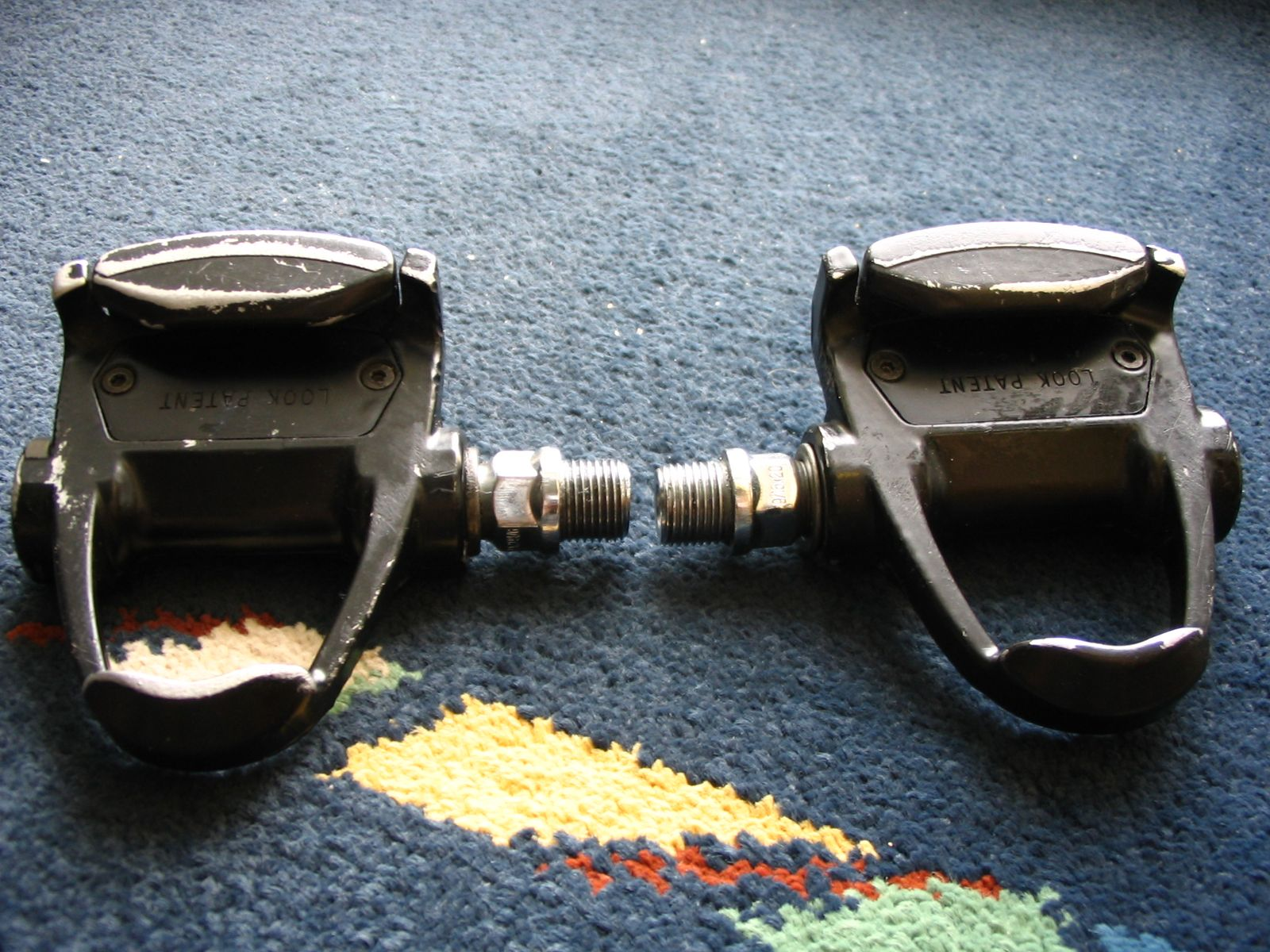
Контактні педалі

У Контактних педалях (англ. clipless pedal) використовується спеціальний механізм, який дозволяє пристібати ногу байкера до педалі. Таким чином, енергія ноги передається велосипеду не лише під час натискання на педаль, але і при витягуванні ноги вгору, а професіонали застосовують так зване кругове педалювання, коли зусилля прикладаються до педалі безперервно. Завдяки цьому, забезпечується оптимальне витрачання сил - велосипедист на контактних педалях їде швидше і / або менше втомлюється, ніж його побратим на "топталках". Контактні педалі особливо корисні, коли високий ризик зриву ноги з педалі (наприклад, від тряски) а також на підйомах в багнюці, через помітно зростальну тягу. Така педаль має контактний механізм, в який встібається так званий шип, що в свою чергу прикручується болтами до жорсткої пластикової підошви велокапця. Щоб встібнутися в педаль, досить вставити шип в контактний механізм. Щоб вихльоснути, потрібно повернути п'яту черевика у бік від велосипеда. У багатьох педалей зусилля вистьобування регульоване, крім того, існують "навчальні" шипи, які вистьобуються у багатьох напрямках, а не тільки в одному.
Контактні педалі для МТБ розрізняються залежно від передбачуваного використання: чим ближче до крос-кантрі, тим тонший і компактніший контактний механізм, а педалі для екстремальних дисциплін обростають платформами, які поліпшують зчеплення ноги з педаллю.

### Комбіновані педалі
Це досить специфічний і рідкісний різновид педалей. Мають контактний механізм з одного боку і звичайну платформу — з іншого. Дозволяють з однаковою зручністю їздити у контактному і неконтактному взутті.